# Chaetogaedia analis
Chaetogaedia analis är en tvåvingeart som först beskrevs av Wulp 1867.  Chaetogaedia analis ingår i släktet Chaetogaedia och familjen parasitflugor. Inga underarter finns listade i Catalogue of Life.